# Románc (zenei műfaj)

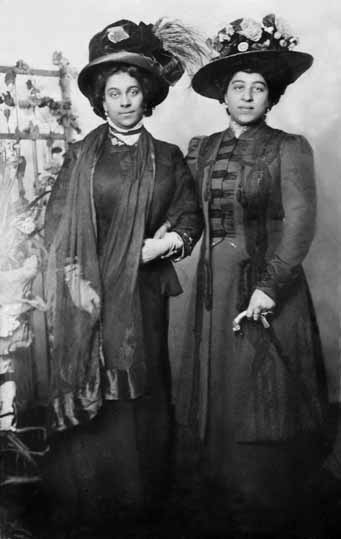
Korabeli orosz cigánylányok civilben

A románc az oroszországi cigányok hagyományos zenei műfaja. Egyszerre képezi részét mind az orosz, mind a cigány népies műzenének. Bár alapvetően színpadi műfaj, bizonyos fokig az autentikus cigány folklórral is élő kapcsolatban van.

## Kialakulása
A műfaj a 18-19. században alakult ki, azzal kezdődően, amikor Alekszej Grigorijevics Orlov gróf 1774-ben moldáviai cigány zenészeket fogad udvarába saját maga, és gyakori vendégei szórakoztatására. Ez kedvező fogadtatásra talált az orosz arisztokrácia körében. Orlov gróf cigányzenés estélyein még Nagy Katalin cárnő is szívesen vett részt. Nem sokkal ezután már a moszkvai és szentpétervári nemesek legtöbbje udvarában találni cigányzenekart, és lassan a vendéglők és egyéb szórakozóhelyek is alkalmaznak cigány zenészeket és táncosokat. A cigány zenészek hirtelen nagy létszámú feltűnése az orosz arisztokrácia környezetében, ráadásul az orosz nemzeti romantika ébredésének korában, törvényszerűen hozta magvával egy új műfaj, a románc kialakulását.

## A románc

### Gyökerei
- Az oroszcigány románc több zenei hagyományból táplálkozik:
- az orosz, ukrán, sőt még lengyel autentikus parasztzenéből;
- a korabeli, többé-kevésbé ismert, vagy éppen névtelen orosz zeneszerzők romantikus dalrepertoárjából;
- a cigányok saját zenei hagyományaiból.

### Kettős kötődés
Az oroszcigány románc – hasonlóan a flamenkóhoz vagy a magyarországi kávéházi cigányzenéhez – kettős kulturális kötődéssel bír. Fontos része az orosz zenei kultúrának, gyakorlatilag az orosz nemzeti romantika fő zenei műfaja. Ugyanakkor szervesen kötődik a cigányság kultúrájához is: részben a cigány folklórból táplálkozik; továbbá a műfaj a cigányok zenei hagyománya, játéktudása mentén forr ki; és az eredetileg szinpadra született művek funkciójukat tekintve beépülnek az autentikus cigány népzenei repertoárba is.

### Jellemzői
- A románc alapvetően mint színpadi műfaj jelenik meg, melynek célja a szórakoztatás. A dalok nyelve elsősorban az orosz, a cigány nyelvű változatok csak jóval később kerülnek színpadra, képernyőre vagy általában a nyilvánosság elé.
- A románc alapja a többszólamú, improvizált karének. A hangszereknek eleinte csak kiegészítő szerepük volt. Mára ez az arány kiegyenlítődött, esetenként meg is fordult.
- A románc jellegzetes hangszere a hét húrú gitár, hangolása: D-G-H-d-g-h-d'. A zenekar más, Oroszországban hagyományosnak számító hangszerrel egészülhet ki: klasszikus gitárral, hegedűvel, balalajkával, harmonikával, nagybőgővel. Vendéglátó helyeken találkozni zongorakísérettel is.
- Az előadás központi eleme az ének, de a fellépés szinte kötelezően kiegészül az énekesnők színpadi táncával is. A teatralitást fokozza a fellépők díszes viselete és a díszletek is. Ez az alapvetően zenei műfaj korát messze megelőzve mindig nagy hangsúlyt fektetett a színpadi látványra is.
- A románc egyik gyakran alkalmazott ismertető jegye a lassan induló, majd fokozatosan gyorsuló ritmus, mely a refrénben éri el a tetőfokát. Több versszakos dal esetében a következő versszak megint csak lassan indul, majd ismételten felgyorsul.

### A műfaj hatása
- Az orosz cigány románc-dalok világszerte népszerűek lettek. Egyes daloknak már léteznek más műfajú, például szimfonikus zenekari vagy dzsesszes feldolgozásai is.
- A románcból más műfajok születtek illetve táplálkoznak, mint például a városi románc vagy az orosz sanzon.